# Caucher Birkar

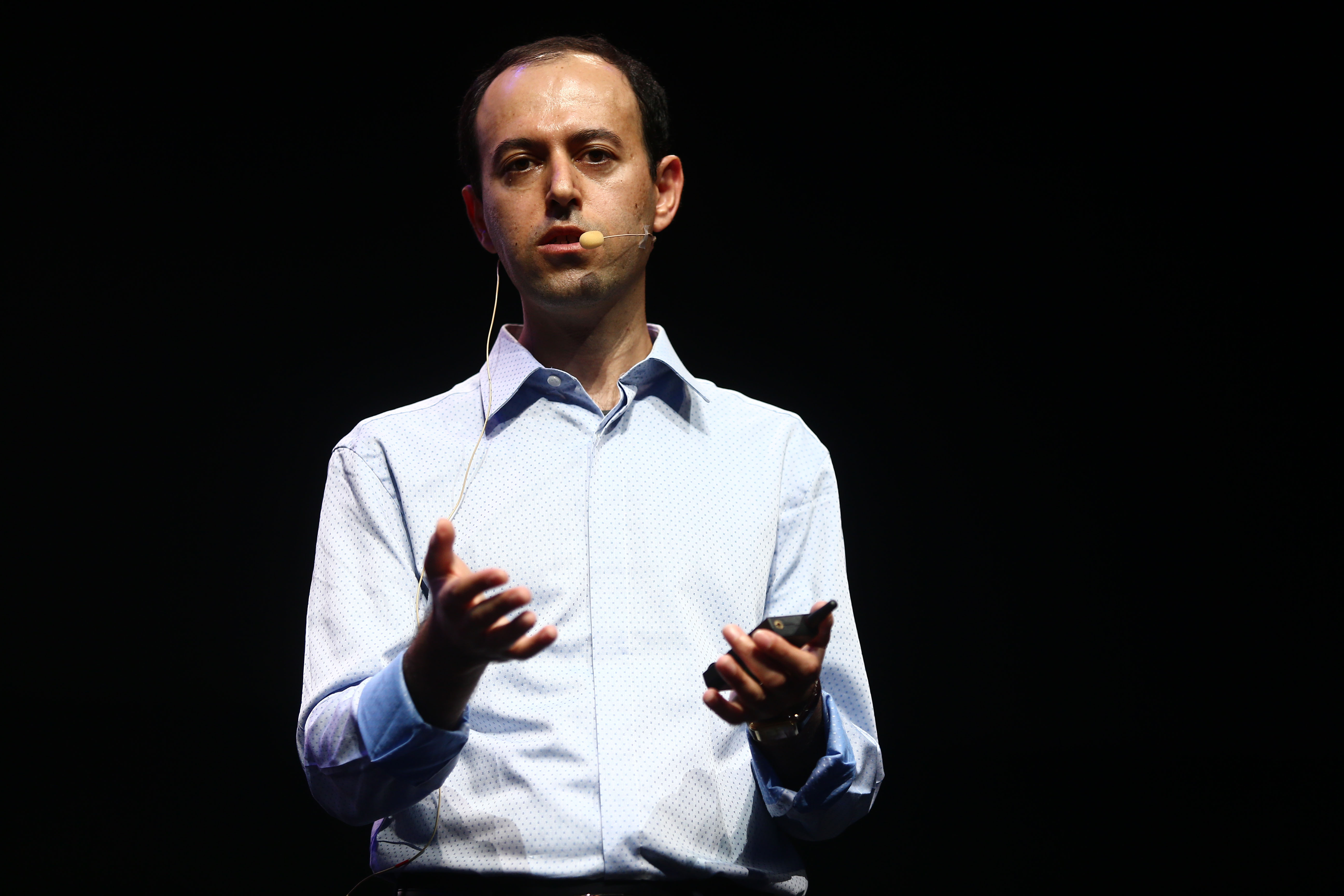
Chaucher Birkar (2018)

Caucher Birkar (kurdisch کۆچەر بیرکار Koçer Bîrkar; * Juli 1978 in Marivan, Kordestān, Iran als فریدون درخشانی Fereydoun Derakhshani) ist ein britisch-iranischer Mathematiker kurdischer Herkunft, der sich mit algebraischer Geometrie befasst. Er ist Professor an der Universität Cambridge und der Tsinghua-Universität sowie Träger der Fields-Medaille 2018.

## Leben
Birkar wuchs auf dem Land im kurdischen Teil des Westirans auf. Seine Eltern waren Bauern. Er studierte an der Universität Teheran, beantragte bei einem Besuch in England Asyl und studierte ab 2001 an der University of Nottingham, an der er 2004 bei Ivan Fesenko promoviert wurde (Topics in modern algebraic geometry). Birkar war in dieser Zeit auch ein Schüler von Wjatscheslaw Wladimirowitsch Schokurow, der Anfang der 2000er Jahre das Minimal Model Programm neu belebte (unter anderem bewies er die Existenz von Flips in vier Dimensionen).
Er ist verheiratet und hat einen Sohn.

## Werk
Birkar befasst sich mit dem Programm minimaler Modelle in der höherdimensionalen (birationalen) algebraischen Geometrie von Shigefumi Mori (1990 ebenfalls Fields-Medaillen-Gewinner und Vorsitzender des Fields-Preiskomitees 2018). Mori hatte die birationale Klassifikation algebraischer Varietäten in drei Dimensionen zeigen können. Im Wesentlichen gibt es drei Typen: Fano-Varietäten (Fano-Mori-Faserräume, positive Krümmung), Calabi-Yau-Varietäten (Calabi-Yau-Faserräume, flach) und Varietäten allgemeinen Typs (mit negativer Krümmung). Die Forschung auf diesem Gebiet war lange im Stillstand begriffen, erlebte aber in den 2000er Jahren einen erneuten Aufschwung. Mit Christopher Hacon, James McKernan und Paolo Cascini erzielte Birkar 2006 Fortschritte bei der Klassifikation von Varietäten allgemeinen Typs (sie zeigten die Existenz von Flips in mehr als zwei Dimensionen und die Existenz minimaler Modelle für Varietäten allgemeinen Typs). 2016 konnte er zeigen, dass Fano-Varietäten in beliebiger Dimension (und mit milden Singularitäten) durch eine endliche Anzahl von Parametern charakterisiert werden können. Damit bewies er eine Vermutung von Borisov-Alexeev-Borisov. Ihm gelangen auch bedeutende Fortschritte bei der Behandlung verschiedener Typen von Singularitäten, die im Minimal Model Program eine Rolle spielen. Er befasste sich auch mit dem Minimal Model Programm für Varietäten über Körpern positiver Charakteristik {\displaystyle p} und bewies aufbauend auf Arbeiten von Hacon und Chenyang Xu die Existenz von Log Flips und Log-Minimal-Modellen in drei Dimensionen für {\displaystyle p>5}.

## Fields-Medaille
Am 1. August 2018 gewann Birkar zusammen mit Alessio Figalli, Peter Scholze und Akshay Venkatesh die Fields-Medaille. Sie gilt auch als der Nobelpreis der Mathematik und wird alle vier Jahre an bis zu vier Mathematiker unter 40 Jahren verliehen. Nur eine Stunde nachdem Birkar sie erhalten hatte, wurde sie ihm gestohlen. Der Internationale Mathematikerkongress, der die Preisverleihung organisiert hatte, gab daraufhin bekannt, dass Birkar eine neue Fields-Medaille bekommt.

## Auszeichnungen
- 2010 Prix de la Fondation Sciences mathematiques de Paris[5]
- 2010 Leverhulme Prize[6]
- 2016 AMS E. H. Moore Research Article Prize der American Mathematical Society mit Hacon, McKernan und Cascini für ihren Aufsatz Existence of minimal models for varieties of log general typ.[7]
- 2018 Whitehead-Preis[8]
- 2018 Fields-Medaille „für den Beweis der Beschränktheit von Fano-Varietäten und Beiträge zum Programm minimaler Modelle“ (Laudatio).[9]
- 2019 Mitglied der Royal Society
- 2019 Mitglied der Academia Europaea[10]

## Schriften (Auswahl)
- Birational Geometry. 2007.
- Topics in Algebraic Geometry. Vorlesung 2011.
- Mit Hacon, Cascini, McKernan: Existence of minimal models for varieties of log general type I. Journal of the American Mathematical Society, Band 23, 2010, S. 405–468.
- Anti-pluricanonical systems on Fano varieties. 2016.
- Singularities of linear systems and boundedness of Fano varieties. 2016.
- Birational geometry of algebraic varieties. ICM 2018.